# Sol de Mañana
Sol de Mañana, neboli Ranní slunce, je jedno z nejvýše položených geotermálních polí se sirnými prameny na světě. Rozkládá se na ploše 10 km², ve výšce 4800 až 5000 m n. m. v provincii Sur Lipez (jižní Bolívie). Nachází se jihozápadně od Laguny Colorada při cestě směrem na Salar de Chalviri. Stejně jako El Tatio patří k vulkanickému regionu Altiplano-Puna.
Oblast se vyznačovala intenzivní sopečnou činností doprovázenou mnoha sirnými prameny. Nejedná se o gejzíry, ale o bahenní jezera nebo parní bazény s vroucím bahnem. Byly učiněny i pokusy o jejich průmyslové využití na konci 80. let, ale ukázaly se jako neekonomické.[zdroj⁠?!] Dozvuky vulkanické činnosti se projevují stále unikající tlakovou párou z některých zemních otvorů, viditelnou v dopoledních hodinách až do výše 50 metrů.[zdroj⁠?!] Bublající pestrobarevná jezírka občas vystřikují proudy vřící vody a bahna a celé okolí je nasyceno sirným zápachem.

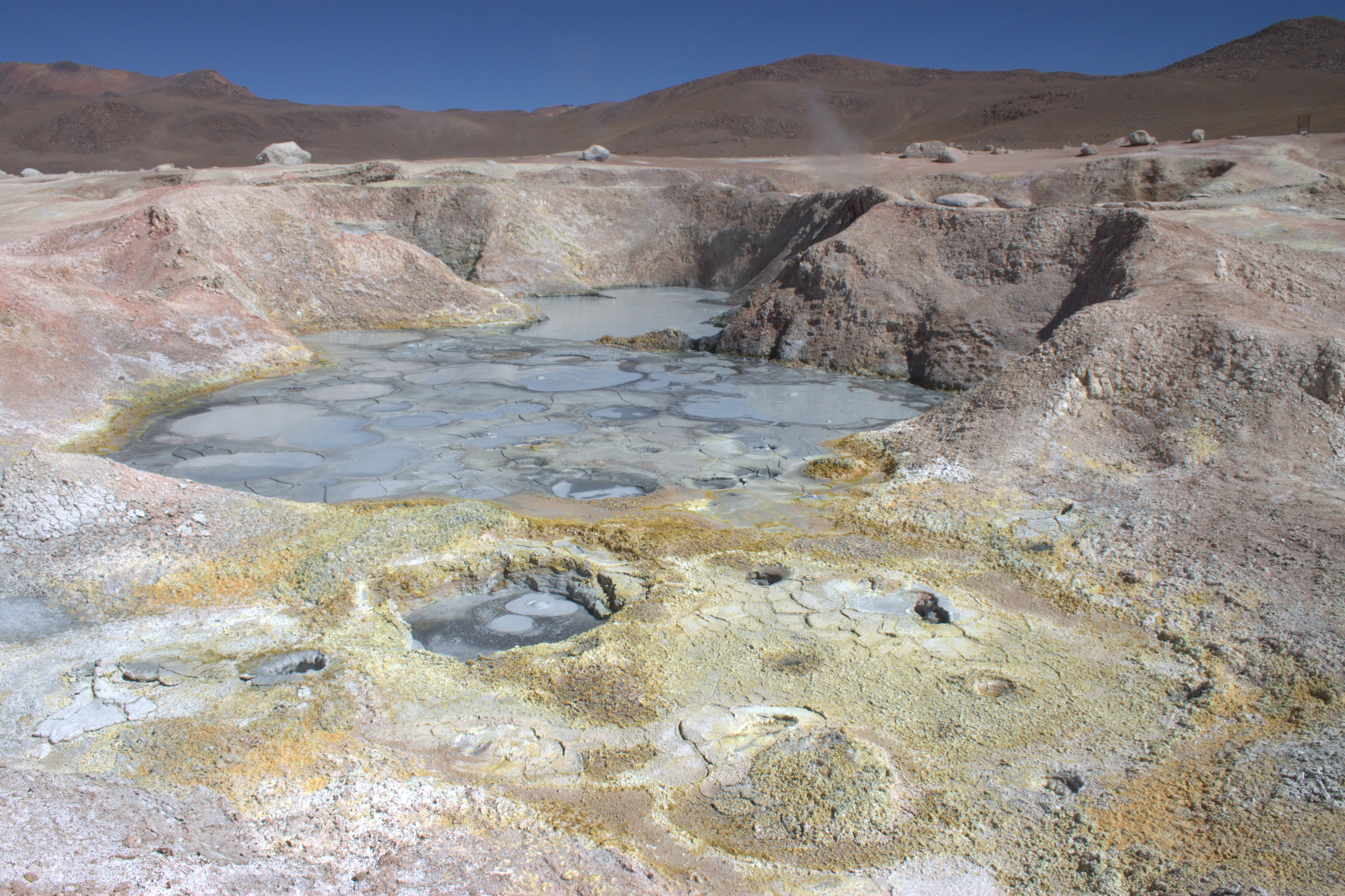
Sol de Mañana